# سیارک ۹۰۵۲
سیارک ۹۰۵۲ (به انگلیسی: 9052 Uhland، نامگذاری:1991UJ4) نه هزار و پنجاه و دومین سیارک کشف شده‌است که در ۳۰ اکتبر ۱۹۹۱ کشف شد.
قدر مطلق سیارک برابر ۱۳٫۹۰ است.